# Ivan Baron
Ivan Baron (Natal, 23 de janeiro de 1999) é um influenciador e ativista anticapacitista potiguar, formado em pedagogia. Tornou-se notório por sua atuação nas mídias sociais voltada à defesa e divulgação de políticas de inclusão para pessoas com deficiência. Baron possui possui paralisia cerebral decorrente de uma meningite viral que contraiu aos 3 anos de idade, em razão de uma intoxicação alimentar. Iniciou seu ativismo em 2018.
Pariticipou da entrega da faixa presidencial durante a posse de Luiz Inácio Lula da Silva em 2023. Ivan declarou que sua participação partiu de um convite feito pela primeira-dama Rosângela Lula da Silva Além disso, foi consultor de acessibilidade do Festival do Futuro na comemoração da posse. Em fevereiro, Ivan foi anunciado por Ethel Maciel, secretária de Vigilância em Saúde e Ambiente do Ministério da Saúde, como embaixador da Campanha Nacional de Vacinação.

## Críticas políticas
Embora tenha participado da cerimônica de posse do  presidente Luiz Inácio Lula da Silva, ao longo de 2024, Baron teceu severas críticas ao governo, relatando que sua gestão estaria burocratizando e dificultando o acesso ao Benefício de Prestação Continuada. Em suas palavras, Baron escreveu que: 
"Para as pessoas serem beneficiadas, ou continuarem tendo o direito, elas precisam praticamente estar em situações de miséria, porque nem ela e nem as pessoas de sua família poderão trabalhar, e isso fere a dignidade" (Ivan Baron, 2024)
Em episódio anterior, Ivan Baron já havia criticado duramente o Presidente Lula por uma fala que considerou capacitista e desnecessária, envolvendo o fato do mesmo ter relacionado beleza a não-utilização de muletas ou andadores.
Ivan se entende como pansexual.